# The Gambler and the Girl
The Gambler and the Girl est un film muet américain réalisé par Thomas H. Ince et sorti en 1912.

## Fiche technique
- Réalisation : Thomas H. Ince
- Durée : 10 minutes
- Date de sortie : 
  - États-Unis : 2 août 1912

## Distribution
- Francis Ford
- Ethel Grandin